# Tetiaroa
Tetiaroa is een Frans-Polynesisch atol, bestaande uit 13 kleinere eilandjes (= motu), behorende tot de Genootschapseilanden in de Stille Oceaan. Het bevindt zich 59 km ten noorden van Papeete, de hoofdstad van Frans-Polynesië op het eiland Tahiti. Tetiaroa had één inwoner, Marlon Brando's zoon Teihotu. Diverse kinderen, klein- en achterkleinkinderen van Brando bezochten het eiland geregeld, maar Teihotu is de enige vaste bewoner, maar dat zal veranderen na de opening van het luxeresort "the Brando" in juli 2014.
In 1965, na de opnames van de film Muiterij op de Bounty leaste Marlon Brando het atol voor de periode van 99 jaar. Tot 1990 verbleef hij regelmatig op het eilandje Onetahi. Hij had plannen op het eiland een resort te beginnen, maar zag hiervan af vanwege de hoge kosten.
Momenteel is een lokale projectontwikkelaar bezig met de bouw van een luxeresort op het atol. In februari 2014 werd bekend dat de bouw van het resort is voltooid.